# The Pumpkin Eater
The Pumpkin Eater és una pel·lícula britànica de Jack Clayton, estrenada el 1964.

## Argument
Jo Armitage és una dona que s'ha casat diverses vegades. Un dia coneix l'escriptor Jake Armitage del qual s'enamora apassionadament. Deixa llavors el seu marit per casar-se amb Jake. Dos fills naixeran d'aquest tercer matrimoni i Jo s'instal·larà any rere any en la maternitat. Al seu vuitè embaràs, el seu marit es revolta i la força a l'avortament. En plena depressió ansiosa, Jo consent a fer-se esterilitzar, pensant que així salvarà el seu matrimoni. Però un dia, un amic de Jake, Bob Conway, li revela una veritat trasbalsadora: el seu marit l'enganya, i la seva amant, que és la dona de Bob, està embarassada.

## Repartiment
- Anne Bancroft: Jo Armitage
- Peter Finch: Jake Armitage
- James Mason: Bob Conway
- Janine Gray: Beth Conway
- Cedric Hardwicke: Mr. James, el pare de Jo
- Rosalind Atkinson: Mrs. James, la mare de Jo
- Alan Webb: Mr. Armitage, el pare de Jake
- Richard Johnson: Giles
- Maggie Smith: Philpot
- Eric Porter: el psiquiatre
- Yootha Joyce: la dona a la perruqueria
- Faith Kent: Nanny

## Premis i nominacions

### Premis
- 1964: Premi a la interpretació femenina (Festival de Canes) per Anne Bancroft (ex aequo amb Barbara Barrie)
- 1965: Globus d'Or a la millor actriu dramàtica per Anne Bancroft
- 1965: BAFTA a la millor fotografia per Oswald Morris
- 1965: BAFTA al millor vestuari per Sophie Devine
- 1965: BAFTA al millor guió britànic per Harold Pinter
- 1965: BAFTA a la millor actriu estrangera per Anne Bancroft

### Nominacions
- 1964: Palma d'Or
- 1965: Oscar a la millor actriu per Anne Bancroft
- 1965: BAFTA a la millor pel·lícula
- 1965: BAFTA a la millor pel·lícula britànica
- 1965: BAFTA a la millor direcció artística per Edward Marshall